# Àlcali
Un àlcali és un compost químic soluble en aigua i amb propietats de base, òxid, hidròxid o carbonat dels metalls alcalins sodi i potassi o dels alcalinoterris magnesi, calci i bari, i l'amoníac. Exemples d'àlcalis comuns són: l'hidròxid de sodi o sosa càustica NaOH, l'hidròxid de potassi o potassa càustica KOH, el carbonat de potassi K₂CO₃, l'amoníac NH₃ i l'hidròxid d'amoni NH4OH —la seva solució aquosa—, l'òxid de calci o calç viva CaO i l'hidròxid de calci o calç morta Ca(OH)₂. Són composts molt emprats en la indústria química.
Excepte l'amoníac, els àlcalis són composts sòlids, de color blanc i inodors. Tots són molt solubles en aigua, dissociant-se completament i donant lloc a anions hidròxid {\displaystyle {\ce {OH-}}}en dissolució. Una dissolució d'un àlcali té un pH superior a 7. Alguns exemples de reaccions amb l'aigua són:
{\displaystyle {\ce {NaOH(s) + H2O(l) -> Na+(aq) + OH^- (aq)}}}{\displaystyle {\ce {CaO(s) + H2O(l) -> Ca^{2+}(aq) + 2 OH- (aq)}}}{\displaystyle {\ce {K2CO3(s) + H2O(l) -> 2K+(aq) + CO3^{2-}(aq)}}}
Actuen com a bases fortes i són molt hidrosolubles. Presenten tacte sabonós i poden ser prou corrosius com per cremar la pell, igual que els àcids forts. Els àlcalis, ja sigui en sòlid o en solucions concentrades, són més destructius dels teixits animals que la majoria dels àcids. Provoquen lesions profundes i doloroses, en dissoldre el greix cutani. Les pólvores, boires i vapors provoquen irritació respiratòria, de la pell, els ulls i lesions a l'envà nasal.

## Història

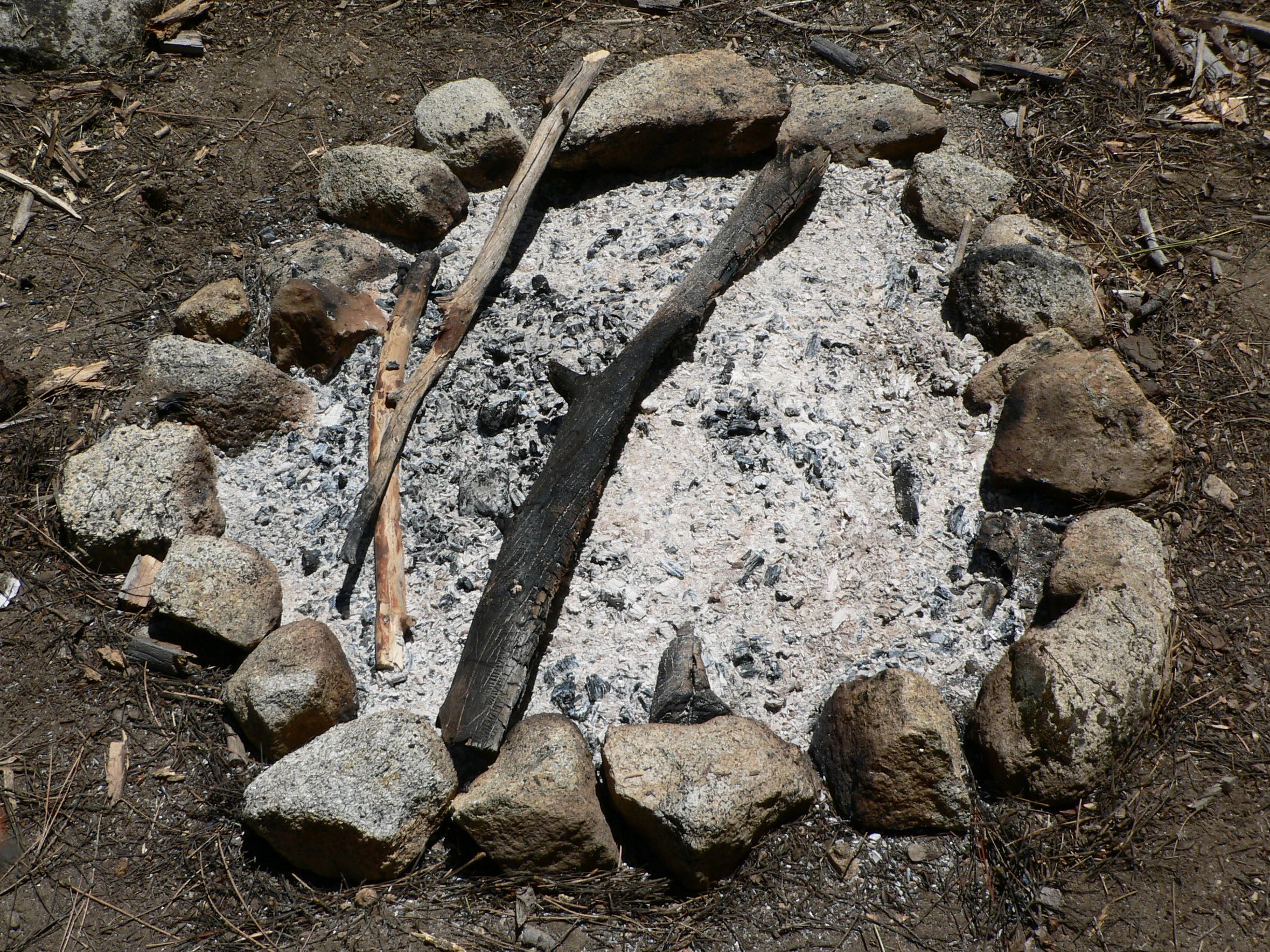
Cendra obtinguda en cremar llenya.

El mot «àlcali» prové del baix llatí alcali, i aquest, de l'àrab vulgar al-qalī, القلي ,القالي, que significa ‘cendres calcinades’ perquè la cendra conté una gran quantitat de substàncies alcalines.
Des de l'Antiguitat es coneixia que de la cendra d'algunes plantes se'n podia separar una part soluble en aigua, per filtració i posterior evaporació de l'aigua, que tenia propietats tan importants com la de dissoldre l'oli (per a produir sabó), intensificar alguns colorants vegetals o formar vidre en combinacions amb substàncies quarsoses. En els textos àrabs, les cendres d'aquestes plantes eren designades amb l'expressió al-qalī, de la qual procedeix el terme «àlcali». Fins al segle xviii no es diferenciaren els dos tipus de substàncies alcalines contingudes en les cendres vegetals. Foren els treballs del botànic francès Henri Louis Duhamel du Monceau (1700-1782) sobre les sals formades per acció dels àcids sobre els àlcalis els que permeteren descobrir l'existència de dos composts: potassa i sosa. En analitzar cendres de diferents procedències s'observà que la composició de la cendra depèn del tipus de planta, del tipus de sòl i del clima. Els components majoritaris són el carbonat de calci CaCO₃ (al voltant del 50 %), que és insoluble en aigua, i els carbonats de sodi Na₂CO₃ i de potassi K₂CO₃ (20-25 %), solubles en aigua.
| Compost | Carbonat de potassi | Carbonat de sodi | Sulfat de potassi | Carbonat de calci | Òxid de magnesi | Fosfat de calci | Fosfat de magnesi | Fosfat de ferro | Fosfat d'alumini | Fosfat de manganès | Diòxid de silici |
| ------- | ------------------- | ---------------- | ----------------- | ----------------- | --------------- | --------------- | ----------------- | --------------- | ---------------- | ------------------ | ---------------- |
| %       | 11,72               | 12,37            | 3,49              | 49,54             | 7,74            | 3,32            | 2,92              | 0,76            | 1,51             | 1,59               | 2,46             |

### Potassa

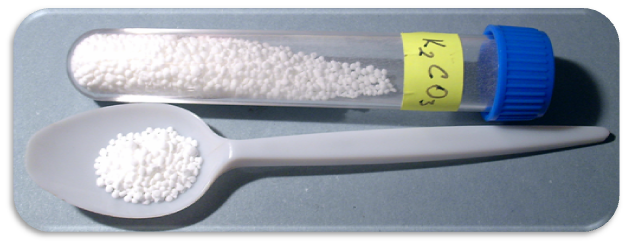
Carbonat de potassi K₂CO₃.

La potassa (carbonat de potassi K₂CO₃) és el component principal de les cendres de les plantes. Un extracte aquós de cendra de llenya, format principalment per una solució de carbonat de potassi, és lleugerament bàsica i s'anomena «lleixiu de cendra». És el lleixiu natural que s'emprava per fer bugada abans que s'inventés el lleixiu modern, d'origen artificial. Després d'escalfar aquest producte amb hidròxid de calci, s'obté una substància més fortament bàsica que s'anomena «potassa càustica» (hidròxid de potassi KOH) i que des d'antic es fa servir per a fer sabó escalfant-la en una caldera amb greix vegetal o animal. El mot «potassa» prové de l’alemany Pottasche, compost de Pott, del francès pot ‘pot’, i Asche ‘cendra’.

### Sosa

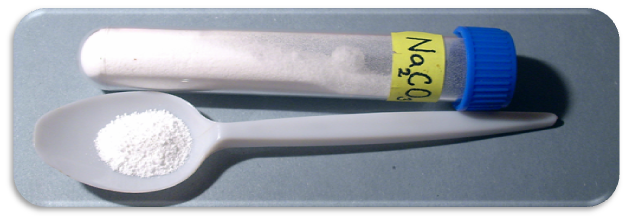
Carbonat de sodi Na₂CO₃.

La sosa (carbonat de sodi Na₂CO₃) és present en moltes espècies minerals i majoritària només en les cendres de plantes costaneres o marítimes. Els egipcis l'anomenaven nitri, que vol dir ‘diví’, ‘pur’, i els grecs νιτρον nitron. Posteriorment, els àrabs l'anomenaren natró, i d'ell passà al català. Això produí que es confongués amb el nitro (nitrat de potassi KNO₃). El mot «sosa» prové de l’àrab vulgar sáu̯da ‘negre’ (potser a través d’un derivat del baix llatí soda), origen també de l’italià soda.

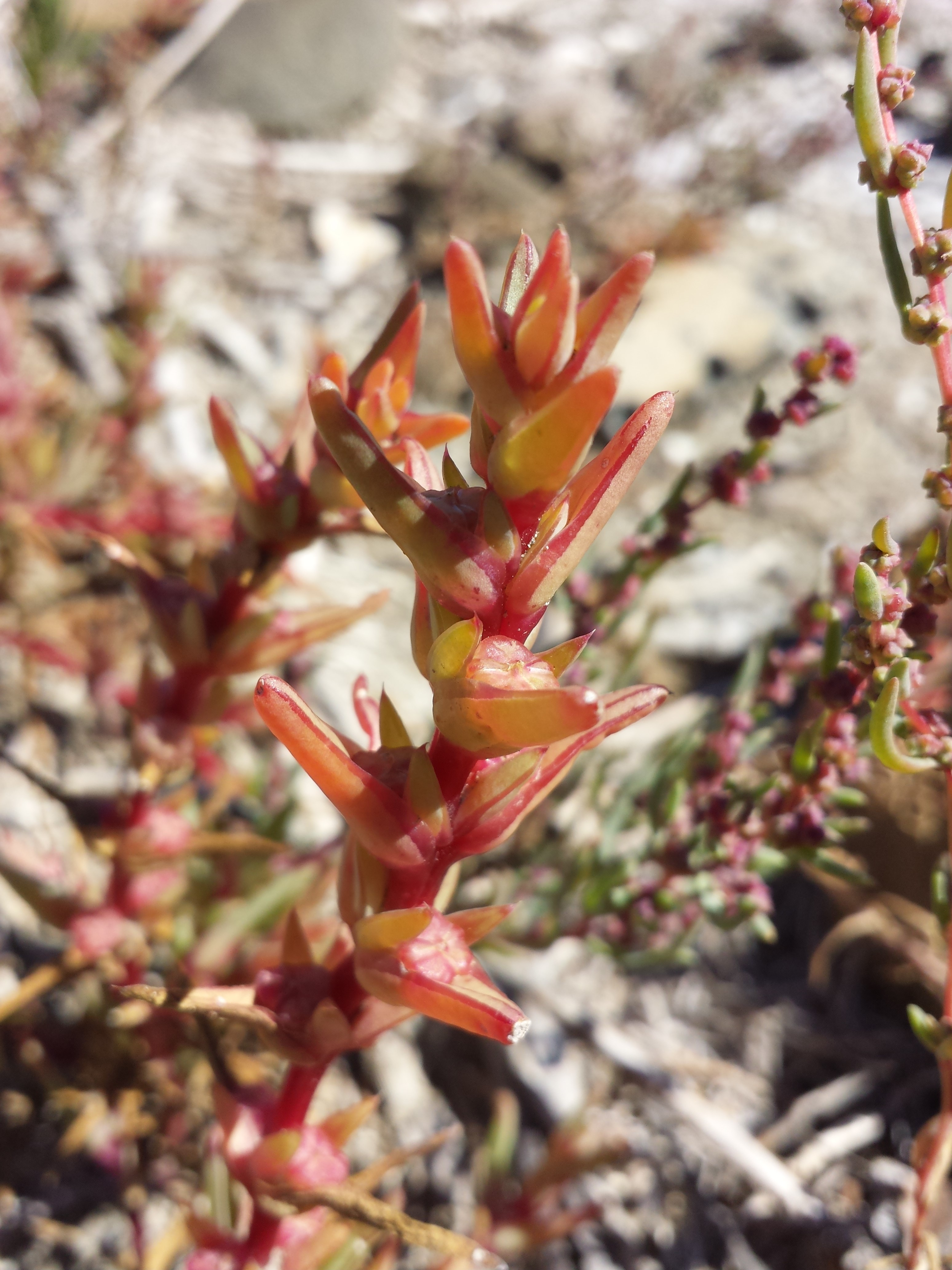
Barrellera (Soda inermis.

 De les seves cendres s'obtenia el carbonat de sodi o sosa. Hom la troba en forma d'eflorescències o capes formades en llacs en dessecar-se totalment o parcialment durant l'estiu. Documents de la dinastia XVIII d'Egipte (~1550 aC–1295 aC) indiquen que l'obtenien de jaciments naturals de la depressió Wadi El Natrun, prop de l'antiga ciutat de Nàucratis i del delta del Nil; i també dels jaciments prop de la ciutat d'El-Kab, a l'Alt Egipte. Els antics egipcis exportaven aquesta sal a molts països i s'emprava per blanquejar la roba, netejar-se la boca mastegant-la humida, com a component del foc d'encens, i també com a component de materials momificants. Per altra banda, moltes de les plantes resistents a la salinitat, halòfites, s'usaren en diferents llocs per aconseguir carbonat de sodi. Són plantes dels gèneres Salsola, Salicornia, Atriplex, Limonium, Quenopodi i Fucus. A la costa mediterrània de la península Ibèrica (Alacant, Múrcia i Màlaga) es cultivava i s'exportava; i també a altres indrets on no n'era nativa (Aragó, Granada, Sevilla, i Castella-la Manxa). Les cendres contenen un 25–30 % de carbonat de sodi. Durant el segle xviii era el producte de més alta qualitat que es podia obtenir arreu d'Europa.

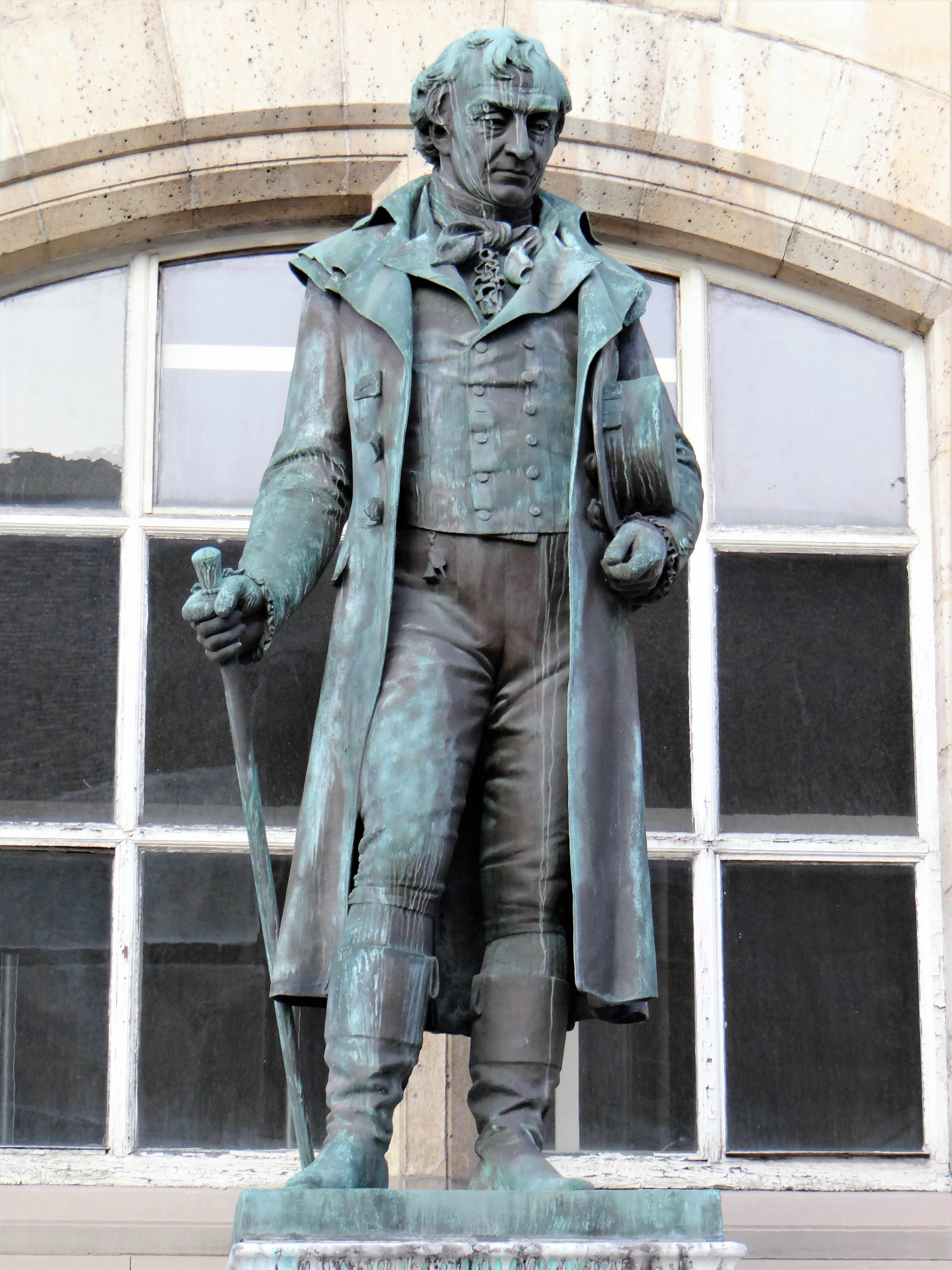
Nicolas Leblanc, estàtua al Conservatoire National des Arts et Métiers.

Cap al 1750 la capacitat de producció de carbonat de sodi i la reducció del comerç per culpa de les guerres feren que el seu subministrament pel seu creixent ús (mineria, metal·lúrgia, producció de vidre, fabricació de sabó, etc.) fou insuficient. Aleshores el 1775 el govern francès de Lluís XVI (1754-1793) oferí un premi de 2400 lliures a l'Académie des Sciencies per premiar a qui descobrís un mètode per produir carbonat de sodi a partir de la sal marina, clorur de sodi NaCl. Molts científics d'arreu d'Europa participaren en aquest concurs resultant guanyador el químic francès Nicolas Leblanc (1742-1806) el 1792. Malgrat iniciar la producció industrial de carbonat de sodi, Leblanc mai rebé el premi ofert perquè l'Académie des Sciences es dissolgué amb la Revolució Francesa de 1789. El 1855 Napoleó III (1808-1893) concedí un pagament als seus hereus en lloc del premi. Les reaccions del procés Leblanc són:
{\displaystyle \mathrm {2~NaCl+H_{2}SO_{4}\rightarrow Na_{2}SO_{4}+2~HCl} }{\displaystyle {\ce {Na2SO4 + 2C -> Na2S + 2CO2}}}{\displaystyle {\ce {Na2S + CaCO3 -> Na2CO3 + CaS}}}
El 1861, el químic industrial belga Ernest Solvay (1838-1922) desenvolupà un mètode per convertir el clorur de sodi en carbonat de sodi mitjançant amoníac i diòxid de carboni. Aquest nou procés era substancialment més econòmic que el procés de Leblanc, que també genera dos productes de rebuig, el sulfur de calci i el clorur d'hidrogen, que produïen problemes d'eliminació i de toxicitat. El procés de Solvay arribà a dominar ràpidament la producció de carbonat de sodi a escala mundial. Cap al 1900, el 90 % del carbonat de sodi era produït pel procés Solvay, i l'última planta de procés de Leblanc es tancà a principis dels anys vint. Actualment, el 71,7 % de la producció mundial empra el procés Solvay i la resta s'obté de dipòsits naturals.
La sosa obtinguda de qualsevol d'aquestes maneres és el carbonat de sodi, que tractat amb cal càustica es transforma en hidròxid de sodi NaOH o «sosa càustica». Malgrat que durant molt de temps les plantes foren la principal font d'obtenció d'ambdós àlcalis, la presència de la sosa en el regne mineral i la suposada exclusivitat de la potassa en el vegetal dugueren a anomenar «àlcali mineral» al primer i «àlcali vegetal» al segon.

### Amoníac

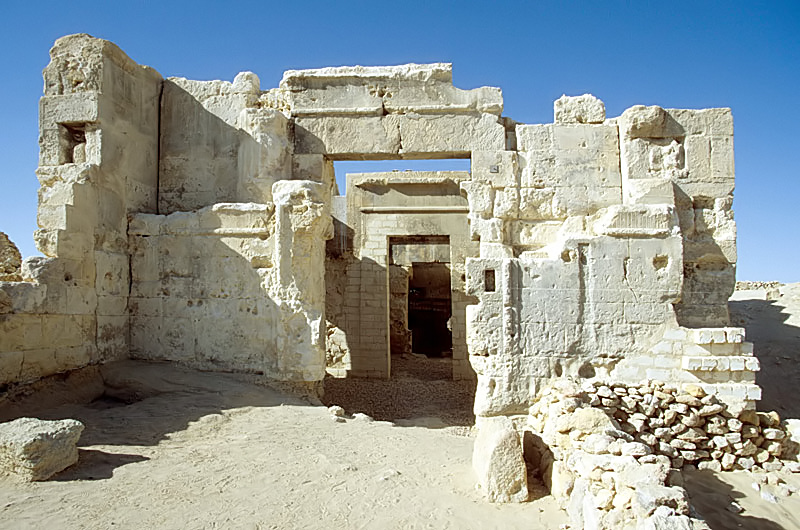
Restes de l'oracle d'Ammó a Siwa.

Finalment, aquests dos àlcalis sòlids foren també anomenats «àlcalis fixos» per diferenciar-los de l'«àlcali volàtil» o «àlcali animal» que s'aconseguia principalment de la putrefacció de cossos orgànics d'origen animal. Aquest compost s'anomena actualment amoníac NH₃. L'etimologia del mot «amoníac» prové del llatí ammoniăcum 'goma resinosa medicinal', i aquest del grec ἀμμωνιακόν ammōniakón; pròpiament 'del país d'Ammó', perquè procedia a l'oasi de Siwa situat al nord-oest d'Egipte, al desert de Líbia, on s'erigia el famós oracle d'Ammó. Prop d'aquest temple hi havia un lloc on els visitants hi deixaven els seus camells quan anaven a resar i on s'hi acumulà amb els anys una gran quantitat de fems. D'aquest dipòsit s'hi obtenia el clorur d'amoni NH4Cl que s'exportava.

## Propietats comunes
Tots els àlcalis són bases que formen ions hidròxid (OH-) quan es dissolen en l'aigua. Les propietats comunes de les solucions alcalines aquoses inclouen:
- Les solucions moderadament concentrades (sobre 10−3 M) tenen un pH de 7,1 o superior. Això significa que faran virar la fenolftaleïna d'incolora a rosa.
- Les solucions concentrades són càustiques, és a dir, fan cremades químiques.
- Les solucions alcalines són relliscoses o sabonoses al tacte per la saponificació dels àcids grassos sobre la superfície e la pell.
- Els àlcalis normalment són solubles en aigua, però alguns com el carbonat de bari, només són solubles quan reacciones amb una solució aquosa àcida.
- Els àcids i els àlcalis es mesuren en l'escala de pH.
- Fan virar a color blau fosc l'indicador universal de color porpra.[1]

## Obtenció
Els àlcalis més importants pel les seves aplicacions són l'amoníac, l'hidròxid de sodi, l'hidròxid de potassi, el carbonat de sodi, el carbonat de potassi, el carbonat de calci, l'oxid de calci i l'hidròxid de calci.

### Amoníac
El procés de Haber-Bosch és l'únic mètode de síntesi d'amoníac emprat per la industria en l'actualitat. És un mètode de síntesi directa d'amoníac a partir d'hidrogen i nitrogen, segons l'equilibri:{\displaystyle {\ce {3H2(g) + N2(g) <=> 2NH3(g)}}}El nitrogen s'obté de l'aire i l'hidrogen es pot preparar industrialment de moltes maneres diferents però, econòmicament, els processos més importants actualment comprenen l'eliminació d'hidrogen dels hidrocarburs. L'hidrogen comercial a granel se sol produir mitjançant el reformat amb vapor del gas natural.
{\displaystyle {\ce {CH4 + H2O -> CO + 3 H2}}}

### Hidròxid de sodi

Procés de membrana per a l'obtenció d'hidròxid de sodi.

L'hidròxid de sodi s'obté actualment per electròlisi d'una dissolució de clorur de sodi (salmorra) en una cel·la electrolítica que separa la part de l'ànode de la del càtode mitjançant una membrana. En passar-hi el corrent elèctric el clorur Cl– s'oxida a l'ànode i forma clor Cl₂, que es desprèn, segons la semireacció:
{\displaystyle {\ce {2Cl- -> Cl2 + 2e-}}}
En el càtode s'allibera hidrogen H₂ per reducció dels cations oxoni H₃O+ que provenen de l'autoprotòlisi de l'aigua en cations oxoni i anions hidròxid OH–:{\displaystyle {\ce {2H2O <=> H3O+ + OH-}}}{\displaystyle {\ce {2H3O+ + 2e- -> H2 + 2H2O}}}

### Hidròxid de potassi
L'hidròxid de potassi s'obté igual que l'hidròxid de sodi, en aquest cas per electròlisi del clorur de potassi, que és un subproducte de la fabricació d'àcid nítric a partir de nitrat de potassi i àcid clorhídric.

Reaccions químiques en el procés de Solvay (verd = reactiu, negre = intermedi de reacció, vermell = producte)

### Carbonat de sodi
El carbonat de sodi s'obté actualment de forma majoritària pel procés Solvay que empra clorur de sodi, amoníac obtingut pel procés de Haber-Bosch, diòxid de carboni i aigua. Primer s'obté hidrogencarbonat de sodi que, en una segona etapa, s'escalfa i dona el carbonat de sodi:
{\displaystyle {\ce {NaCl + NH3 + CO2 + H2O -> NaHCO3 + NH4Cl}}}{\displaystyle {\ce {2NaHCO3 -> Na2CO3 + H2O + CO2}}}

### Carbonat de potassi
El carbonat de potassi s'obté per la reacció entre el diòxid de carboni i l'hidròxid de potassi obtingut per electròlisi del clorur de potassi.

### Carbonat de calci

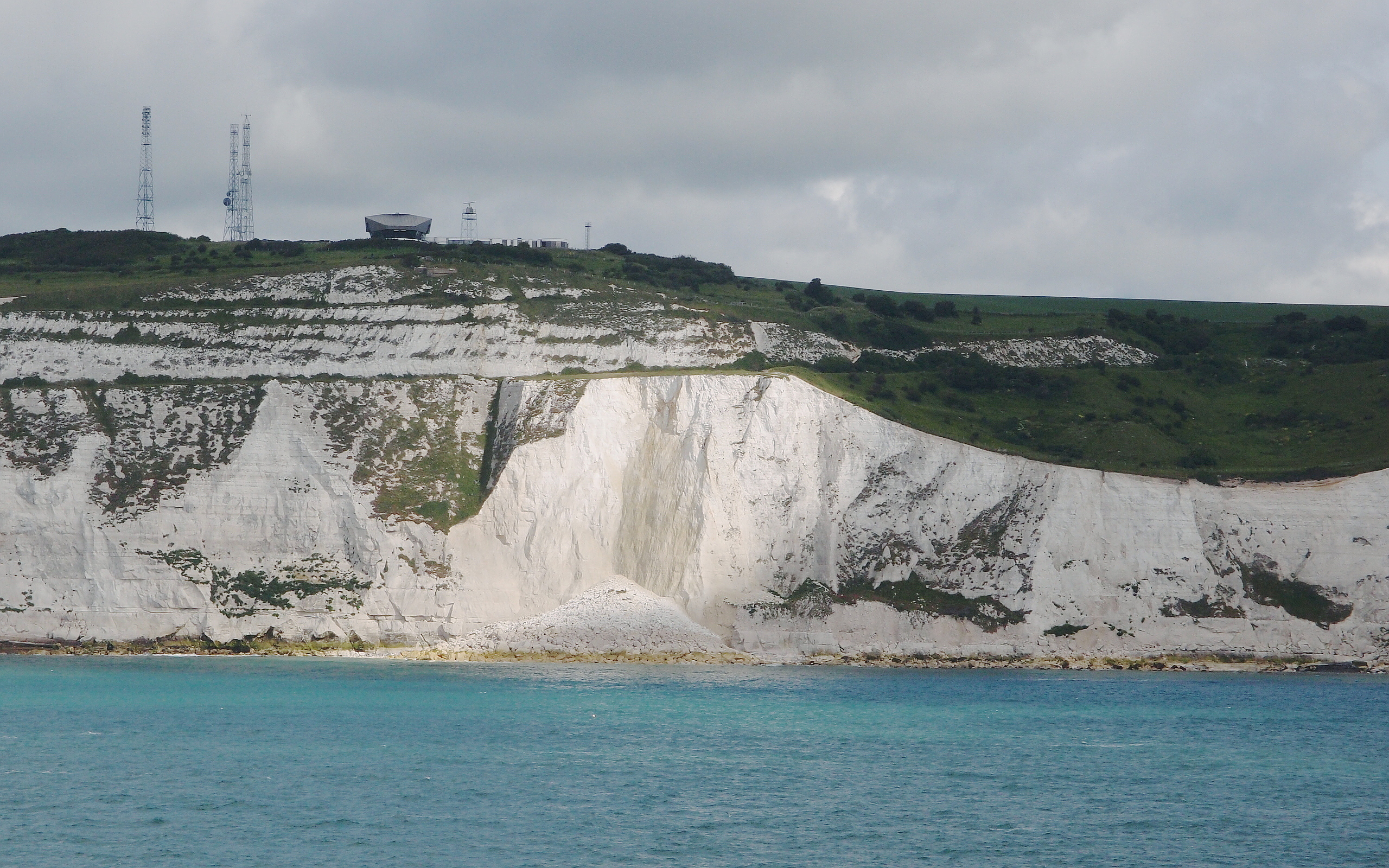
Costa de Dover, Anglaterra, formada per creta, roca sedimentària blanca i porosa, una forma de pedra calcària composta pel mineral calcita.

El carbonat de calci es troba a la naturalesa en el mineral calcita, d'on se'l obté.

### Òxid de calci
L'òxid de calci s'obté habitualment de la descomposició tèrmica de materials com la pedra calcària que contenen carbonat de calci en un forn de calç. Això s'aconsegueix escalfant el material per sobre de 825 °C durant unes 10 hores, procés anomenat calcinació:
{\displaystyle {\ce {CaCO3(s) -> CaO(s) + CO2(g)}}}

### Hidròxid de calci
L'hidròxid de calci s'obté per reacció de l'òxid de calci amb aigua. La reacció és:
{\displaystyle {\ce {CaO(s) + H2O(l) -> Ca(OH)2(s)}}}